# جون مورو غرانت
جون مورو غرانت هو مدرس كندي، ولد في 1895 في History of Halifax, Nova Scotia ‏ في كندا، وتوفي في 1986.